# Anémone
Anne Bourguignon (París, 9 de agosto de 1950- Poitiers, 30 de abril de 2019), más conocida como Anémone, fue una actriz francesa.

## Biografía
Nacida en la alta burguesía parisina, Anémone pasó su infancia en el Château Mauras, una propiedad familiar en Bommes, en el departamento francés de Gironde. Su padre era el psiquiatra André Bourguignon y su hermano es Claude Bourguignon. Militante, como su hermano, por un retorno a una sociedad más ética y ecológica, Anémone escogió vivir en el campo, en el pequeño pueblo de Poitou, en los alrededores de Lezay.
Anémone estaba casada y tuvo dos hijos: Jacob, nacido en 1979, y Lili, nacida en 1983.
Debutó en un café teatro con la troupe du Splendid. Su seudónimo provenía de su primer film, Anémone de Philippe Garrel (que es el único film en el que aparece su verdadero nombre en los títulos de crédito).
Coluche le ofreció su primer gran papel en el cine en el film Vous n'aurez pas l'Alsace et la Lorraine en 1977. Ese mismo año creó un texto escénico para la troupe du Splendid, titulado Le père Noël est une ordure. Su papel de Thérèse obtuvo un gran éxito, el cual fue
mayor cuando la pieza fue llevada al cine por Jean-Marie Poiré. Tanto el film como la interpretación obtuvieron un notable éxito.
Durante los 80 llegó a ser una actriz muy popular en Francia, protagonizando numerosas comedias: Ma femme s'appelle reviens, Les Babas-cool, Le Mariage du siècle... Michel Deville, y después Jean-Loup Hubert le ofrecieron papeles más serios a partir de 1985. En 1987 obtuvo el César a la mejor actriz por Le Grand Chemin. De forma más discreta, durante los 90 trabajó con Tonie Marshall, Romain Goupil o Christine Pascal, en la conocida Le petit prince a dit. En 1996, trabajó en la adaptación de Les Bidochon, film que será un amargo fracaso. Decidió entonces volver al teatro.

## Compromiso político y ciudadano
- En 2002, Anémone fue portavoz de Attac y participó en el Fórum social mundial.[2]
- En 2003, participó con la Confédération paysanne, con Los Verdes franceses, y con otros conocidos ciudadanos como Lambert Wilson, Robert Guédiguian... en una protesta contra la soja modificada genéticamente.[3]
- En 2005, se pronunció públicamente a favor del "no" en el referéndum del proyecto de tratado constitucional europeo.
- En 2012, se pronunció públicamente a favor de Jean-Luc Mélenchon, candidato del Frente de izquierdas francés en las elecciones presidenciales francesas de 2012, en detrimento de los ecologistas.[4]
- En 2015, intervino en el comprometido documental Demokratia.

## Filmografía

### Cine
- 1968 : Anémone de Philippe Garrel (bajo el nombre de Anne Bourguignon)
- 1969 : Je, tu, elles... de Peter Foldes
- 1970 : La Maison de Gérard Brach
- 1975 : L'Incorrigible de Philippe de Broca
- 1975 : Attention les yeux ! de Gérard Pirès : Éva
- 1976 : Le Couple témoin de William Klein : Claudine
- 1976 : L'Ordinateur des pompes funèbres de Gérard Pirès
- 1976 : Cours après moi que je t'attrape de Robert Pouret
- 1976 : Un éléphant ça trompe énormément de Yves Robert : la conserje
- 1977 : Vous n'aurez pas l'Alsace et la Lorraine de Coluche : la prima Lucienne
- 1978 : Vas-y maman de Nicole de Buron
- 1978 : Sale rêveur de Jean-Marie Périer : Colette
- 1979 : French postcards de Willard Huyck : Christine
- 1979 : Certaines Nouvelles de Jacques Davila : Marie-Annick
- 1979 : Rien ne va plus de Jean-Michel Ribes
- 1980 : Une merveilleuse journée de Claude Vital : Deocadie
- 1980 : Je vais craquer de François Leterrier : Liliane
- 1981 : La Gueule du loup de Michel Léviant : Viviane
- 1981 : Viens chez moi, j'habite chez une copine de Patrice Leconte : Adrienne
- 1981 : Les Babas-cool de François Leterrier : Alexandra
- 1981 : Ma femme s'appelle reviens de Patrice Leconte : Nadine
- 1982 : Pour 100 briques t'as plus rien... d'Édouard Molinaro : Nicole
- 1982 : Le père Noël est une ordure de Jean-Marie Poiré : Thérèse
- 1982 : Le Quart d'heure américain de Philippe Galland : Bonnie
- 1983 : Un homme à ma taille d'Annette Carducci : Babette
- 1984 : Les Nanas d'Annick Lanoë : Odile
- 1985 : Le Mariage du siècle de Philippe Galland : Princesa Charlotte
- 1985 : Tranches de vie de François Leterrier : Cécile / Hélène
- 1985 : Péril en la demeure de Michel Deville : Edwige Ledieu
- 1986 : I Love You de Marco Ferreri : Barbara
- 1987 : Le Grand Chemin de Jean-Loup Hubert : Marcelle
- 1987 : Poules et frites de Luis Rego : Béatrice
- 1988 : Sans peur et sans reproche de Gérard Jugnot : Rose
- 1988 : Envoyez les violons de Roger Andrieux : Isabelle Fournier
- 1989 : Les Baisers de secours de Philippe Garrel : Minouchette
- 1990 : Maman de Romain Goupil : Lulu
- 1990 : Les Enfants volants de Guillaume Nicloux : Suzanne
- 1990 : Après après-demain de Gérard Frot-Coutaz : Isabelle
- 1990 : Le Rêve du singe fou de Fernando Trueba : Marianne
- 1991 : Loulou Graffiti de Christian Lejalé : Juliette
- 1992 : La Belle histoire de Claude Lelouch : Madame Desjardins
- 1992 : Le petit prince a dit de Christine Pascal : Mélanie
- 1992 : Gaëtan et Rachel en toute innocence de Suzy Cohen : Laura Bécancour
- 1993 : Coup de jeune de Xavier Gélin : Muriel
- 1993 : Poisson-lune de Bertrand Van Effenterre : Anne
- 1994 : Aux petits bonheurs de Michel Deville : Hélène
- 1994 : Pas très catholique de Tonie Marshall : Maxime
- 1996 : L'Échappée belle de Étienne Dhaene : Jeanine
- 1996 : Le Fils de Gascogne de Pascal Aubier
- 1996 : Les Bidochon de Serge Korber : Raymonde Bidochon
- 1996 : Enfants de salaud de Tonie Marshall : Sylvette
- 1996 : Le Cri de la soie de Yvon Marciano : Cécile
- 1997 : La Cible de Pierre Courrège : Clara
- 1997 : Marquise de Véra Belmont
- 1998 : Lautrec de Roger Planchon : Condesa Adèle de Toulouse-Lautrec
- 1999 : Passeurs de rêves de Hiner Saleem : Catherine
- 1999 : L'Homme de ma vie de Stephane Kurc : Solange
- 2001 : Voyance et Manigance de Éric Fourniols : Jacqueline
- 2002 : Ma femme... s'appelle Maurice de Jean-Marie Poiré : Claire Trouaballe
- 2004 : C'est pas moi, c'est l'autre de Alain Zaloum : Carlotta Luciani
- 2005 : Voisins, voisines de Malik Chibane : Madame Gonzalés
- 2005 : La Ravisseuse de Antoine Santana : Léonce
- 2006 : La Jungle de Matthieu Delaporte : La madre de Mathias
- 2009 : Le Petit Nicolas de Laurent Tirard : Mlle. Navarrin
- 2010 : Les Amours secrètes de Franck Phelizon : Margot
- 2010 : Pauline et François de Renaud Fély : Hélène
- 2012 : Pauvre Richard de Malik Chibane : Mme. Pélissier
- 2013 :  Ouf de Yann Coridian : Dr. Vorov
- 2013 : Jacky au royaume des filles de Riad Sattouf
- 2014 : Le Grimoire d'Arkandias de Julien Simonet y Alexandre Castagnetti : Marion Boucher
- 2015 : Je suis à vous tout de suite de Baya Kasmi
- 2015 : Rosalie Blum de Julien Rappeneau

### Cortometrajes
- 1994 : 3000 scénarios contre un virus : Affreux, bêtes et très méchants de Jacky Cukier
- 2007 : Mon homme de Ramzi Ben Sliman
- 2010 : Les âmes meurtries de Benjamin Holmsteen
- 2012 : Bocuse de Stéphanie Pillonca et Géraldine Renault
- 2012 : Como Quien No Quiere La Cosa de Álvaro Velarde

### Televisión
- 1975 : Les Cinq Dernières Minutes, episodio Le lièvre blanc aux oreilles de Claude Loursais : Lily
- 1975 : Les Cinq Dernières Minutes, episodio La mémoire longue de Claude Loursais : Thérèse
- 1975 : Les Cinq Dernières Minutes, episodio Patte et griffe de Claude Loursais : Nadine
- 1979 : Les Quatre Cents Coups de Virginie de Bernard Queysanne : Marie-Ghyslaine
- 1979 : Médecins de nuit de Nicolas Ribowski, episodio Le Livre rouge
- 2005 : Vénus et Apollon (1 episodio) : Anne-Marie
- 2006 : Bataille natale de Anne Deluz : Françoise Darcy
- 2008 : Fais pas ci, fais pas ça (4 episodios) : Mme Fernet
- 2009 : Le Choix de Myriam de Malik Chibane : Simone
- 2010 : Les Bougon (1 episodio) : Tata Louise
- 2010 : Mademoiselle Drot de Christian Faure : Mme. Chambart-Martin
- 2010 : Malevil de Denis Malleval
- 2011 : Le Grand Restaurant II de Gérard Pullicino
- 2013 : Mortel été de Denis Malleval : Madame Spinelli
- 2013 : La Minute vieille de Fabrice Maruca : ella misma
- 2014 : Un si joli mensonge de Alain Schwarzstein : Louise

## Teatro
- 1972 : La Prison de Georges Simenon, puesta en escena de Robert Hossein, en Reims
- 1977 : Elles... Steffy, Pomme, Jane et Vivi de Pam Gems, puesta en escena de Michel Fagadau, Théâtre de la Gaîté-Montparnasse
- 1978 : Contumax de Dorian Paquin, puesta en escena de Christian Rauth y Chantal Granier, Théâtre du Chapeau Rouge (Festival d'Avignon Off)
- 1978 : Pas un navire à l'horizon de Henri Mitton, puesta en escena de Claude Confortès, La Cour des Miracles
- 1979 : Le père Noël est une ordure de Splendid, puesta en escena de Philippe Galland, Le Splendid
- 1982 : L'Éducation de Rita de Willy Russell, puesta en escena de Michel Fagadau, Théâtre Marigny
- 1983 : Un caprice de Alfred de Musset, puesta en escena de Anémone, Le Splendid
- 1987 : On purge bébé de Georges Feydeau, puesta en escena de Anémone, Le Splendid
- 1988 : Baby boom, de Jean Vautrin, puesta en escena de Christian Rauth, Théâtre de Poche Montparnasse
- 1990 : Deux femmes pour un fantôme y La Baby-sitter de René de Obaldia, puesta en escena de Jean-Luc Moreau, Théâtre des Célestins
- 1996 : Potins d'enfer de Jean-Noël Fenwick, puesta en escena de Yves-André Hubert, Théâtre Rive Gauche
- 1999 : El ávaro de Molière, puesta en escena de Roger Planchon, TNP Villeurbanne
- 2001 : El ávaro de Molière, puesta en escena de Roger Planchon, Odéon-Théâtre de l'Europe
- 2002 : Putain de soirée puesta en escena de Daniel Colas, Théâtre du Gymnase
- 2004 : Dans notre petite ville de Aldo Nicolai, puesta en escena de Michel Fagadau, Studio des Champs-Elysées
- 2006 : Mademoiselle Werner de Claude Bourgeyx, puesta en escena de Jean-Louis Thamin, Théâtre des Variétés
- 2011 - 2012 : Grossesses nerveuses de Jean-Yves Rogale, puesta en escena de Philippe Hersen, Théâtre Daunou

## Ópera
- En diciembre de 2010, Anémone puso en escena La Fille de madame Angot de Charles Lecocq en la ópera de Lausanne.

## Galardones
- Césars 1988 : César a la mejor actriz por Le Grand Chemin

## Homenaje en el cómic
En 2010 el libro Drôles de femmes (Mujeres divertidas) de ediciones Dargaud, escrito por la periodista Julie Birmant e ilustrado por Catherine Meurisse se interesó en Anémone, Yolande Moreau, Dominique Lavanant, Sylvie Joly, Florence Cestac, Michèle Bernier, Claire Bretécher, Tsilla Chelton et Amélie Nothomb. Según la revista Le Nouvel Observateur : "Diez artistas feministas brindan espontáneamente fragmentos de sus carreras, de sus historias familiares y también de sus dudas. Muy elocuente, muy frondoso, este libro es realmente un logro y un homenaje a las mujeres atípicas."  La periodista encontró a "Anémone con su chihuahua en lo profundo de la campiña,"  y Catherine Meurisse, la dibujante, las encontrará también, para la realización de sus ilustraciones.